# Sweet Virginia
Pistes de Exile on Main St.
Tumbling Dice
(5) Torn and Frayed
(7)
Sweet Virginia est une chanson du groupe de rock britannique The Rolling Stones, parue sur l'album Exile on Main St. en mai 1972. Elle apparaît également en face B du single japonais Rocks Off.

## Analyse
Enregistrée d'abord entre juin et juillet et octobre 1970, puis en décembre 1971 et en mars 1972, Sweet Virginia est une chanson lente inspirée de la musique country, écrite par Mick Jagger et Keith Richards. La chanson comprend un solo d'harmonica de Mick Jagger et un solo de saxophone de Bobby Keys. Charlie Watts joue avec un swing propre au country. Une version alternative sans chœurs est sortie sur des disques pirates.

## Démêlé judiciaire avec Allen Klein
Après la sortie de l'album Exile on Main St., Allen Klein a poursuivi en justice les Stones pour non-respect d'accord contractuel car Sweet Virginia et quatre autres chansons de l'album ont été écrites alors que Mick Jagger et Keith Richards étaient sous contrat avec sa société ABKCO Records. Cette société a acquis les droits d'édition des chansons et une partie des redevances d'Exile on Main St.. L'homme d'affaires a également publié au même moment la seconde compilation (après Hot Rocks 1964-1971) intitulée More Hot Rocks (Big Hits and Fazed Cookies).

## Postérité
La chanson a été interprétée en concert par les Stones durant la tournée américaine en 1972, une fois sur la tournée européenne en 1973, sur le Voodoo Lounge Tour en 1994 et sur le A Bigger Bang Tour en 2005 et 2006.
Sweet Virginia a également été reprise par le groupe Phish, par Old Crow Medicine Show en concert et par Ronnie Lane.
La chanson a été utilisée dans le film Casino (1995), réalisé par Martin Scorsese (grand admirateur du groupe) et mettant en vedette Robert De Niro. Elle a également été utilisée dans le film A couteaux tirés de Rian Johnson (2019).

## Personnel
Crédités :
- Mick Jagger : chant, harmonica
- Keith Richards : guitares, chœurs
- Mick Taylor : guitares
- Charlie Watts : batterie
- Bill Wyman : basse
- Ian Stewart : piano
- Bobby Keys : saxophone
- Gram Parsons, Clydie King, Venetta Fields, Dr. John, Shirley Goodman et Tammi Lynn : chœurs